# 342 Endymion
342 Endymion è un asteroide della fascia principale del diametro medio di circa 60,63 km. Scoperto nel 1892, presenta un'orbita caratterizzata da un semiasse maggiore pari a 2,5679143 UA e da un'eccentricità di 0,1288246, inclinata di 7,34602° rispetto all'eclittica.
Il suo nome è dedicato a Endimione, nella mitologia greca figlio di Zeus e della ninfa Calice, cui Selene, la dea della Luna, innamoratasi della sua bellezza, diede un sonno eterno così da poterlo visitare ogni notte.